# Brice Leverdez
Brice Leverdez (* 9. April 1986 in La Garenne-Colombes, Frankreich) ist ein französischer Badmintonspieler.

## Karriere
Brice Leverdez gewann nach einem Juniorentitel in Frankreich und Bronze bei der Junioreneuropameisterschaft 2005 die Carebaco-Meisterschaft 2007 im Herreneinzel. 2008, 2009 und 2010 wurde er nationaler Titelträger im Einzel in Frankreich. 2008 siegte er bei den Welsh International.

## Sportliche Erfolge
| Saison    | Veranstaltung                       | Disziplin    | Platz | Name                                   |
| --------- | ----------------------------------- | ------------ | ----- | -------------------------------------- |
| 2004/2005 | Französische Juniorenmeisterschaft  | Herrendoppel | 1     | Matthieu Lo Ying Ping / Brice Leverdez |
| 2005      | Junioren-Europameisterschaft        | Herrendoppel | 3     | Brice Leverdez / Mathieu Ying Ping     |
| 2005/2006 | Französische Hochschulmeisterschaft | Herreneinzel | 1     | Brice Leverdez                         |
| 2006/2007 | Französische Hochschulmeisterschaft | Herreneinzel | 1     | Brice Leverdez                         |
| 2007      | Carebaco-Meisterschaft              | Herreneinzel | 1     | Brice Leverdez                         |
| 2007      | Victorian International             | Herrendoppel | 3     | Erwin Kehlhoffner / Brice Leverdez     |
| 2007      | Ecuador International               | Herreneinzel | 1     | Brice Leverdez                         |
| 2007/2008 | Französische Meisterschaft          | Herreneinzel | 1     | Brice Leverdez                         |
| 2008      | Welsh International                 | Herreneinzel | 1     | Brice Leverdez                         |
| 2008/2009 | Französische Meisterschaft          | Herreneinzel | 1     | Brice Leverdez                         |
| 2009/2010 | Französische Meisterschaft          | Herreneinzel | 1     | Brice Leverdez                         |
| 2010      | Strasbourg Masters                  | Herreneinzel | 2     | Brice Leverdez                         |
| 2011      | Belgian International               | Herreneinzel | 1     | Brice Leverdez                         |
| 2012      | Französische Meisterschaft          | Herreneinzel | 1     | Brice Leverdez                         |
| 2012      | Spanish International               | Herreneinzel | 1     | Brice Leverdez                         |
| 2013      | Französische Meisterschaft          | Herreneinzel | 1     | Brice Leverdez                         |
| 2013      | Mittelmeerspiele                    | Herreneinzel | 1     | Brice Leverdez                         |
| 2013      | Swiss International                 | Herreneinzel | 1     | Brice Leverdez                         |
| 2013      | Scottish Open                       | Herreneinzel | 1     | Brice Leverdez                         |
| 2014      | Französische Meisterschaft          | Herreneinzel | 1     | Brice Leverdez                         |
| 2015      | Französische Meisterschaft          | Herreneinzel | 1     | Brice Leverdez                         |